# Gérard de Villiers
Gérard de Villiers (Parijs, 8 december 1929 – aldaar, 31 oktober 2013) was een Franse schrijver, journalist en uitgever.

## Biografie
Villiers studeerde politicologie aan het elitaire Institut d'études politiques de Paris (IEP de Paris) en journalistiek aan het prestigieuze instituut École supérieure de journalisme de Paris (ESJ Paris). Na het afronden van zijn studies diende hij als officier in het Franse leger ten tijde van de Algerijnse Onafhankelijkheidsoorlog.
Tijdens kerstmis 2010 werd Gérard de Villiers getroffen door een gescheurd aneurysma van de aorta terwijl hij, per auto, onderweg was naar zijn huis in Saint-Tropez. Hij werd met een traumahelicopter naar het ziekenhuis vervoerd waar hij vervolgens drie maanden zou blijven. Hij bracht ongeveer een maand in comatueuze toestand door en kwam eind januari 2011 weer bij kennis.
Hij overleed op 83-jarige leeftijd na een lang ziekbed. Op zijn verzoek werd zijn overlijden door zijn advocaat bekendgemaakt via Twitter.
Villiers was vier keer gehuwd en had twee kinderen.

## Auteur
Hij verwierf voornamelijk bekendheid als auteur van de populaire boekenreeks van spionageromans S.A.S.
Villiers stond er om bekend voornamelijk verhalen te schrijven rondom de actualiteit zoals internationale conflicten, smokkel van kernwapens en terroristische dreigingen. Bovendien wist hij als geen ander de geopolitieke situatie te beschrijven. In de reeks zijn uiteindelijk 200 delen verschenen. De reeks zal niet door een andere auteur of auteursteam worden voortgezet.
Zijn verhalen zijn te typeren als pulpromans vanwege de bordkartonnen personages en geringe diepgang van de verhaallijnen. In het Frans wordt dit type verhaal aangeduid met de term “romans de gare” omdat deze voornamelijk worden verkocht op treinstations.
Hij werd beschuldigd van extreemrechtse sympathieën toen hij in 1981 in het programma Minute zei dat hij "uitstekende dingen" zag in het Front National.
Villiers gold over het algemeen als zeer ingevoerd in de Franse inlichtingendiensten en onderhield gedurende vele jaren  contacten met (voormalig) medewerkers van de Franse en buitenlandse inlichtingendiensten. De aldus verkregen informatie verwerkte hij in de verhaallijnen van de SAS-reeks.

## Uitgever
Naast auteur was Villiers tevens uitgever van diverse (pulp)boekreeksen, die worden geschreven door zogenoemde schrijversteams:
- Alix Karol door Patrice Dard;
- Brigades Mondaines door Michel Brice;
- l'Éxécuteur door John Pendleton
- l'Implacable door Richard Sapir en Warren Murphy;
- Le cercle poche door Jasmine Dulac;
- Richard Blade door Jeffrey Lord.

## Over Villiers
- Christophe Deloire, Gérard de Villiers: Le mercenaire du polar, Le Point, 13 janvier 2005.

## Reeksen
Gérard de Villiers stond aan de wieg van de onderstaande, in het Nederlands vertaalde boekreeksen:
- Brigade Mondaine, over de Parijse zedenpolitie, A.W. Bruna Uitgevers, Zwarte Beertjes.
- S.A.S., met CIA-agent Malko Linge, A.W. Bruna Uitgevers, Zwarte Beertjes.